# Itàlia al Festival de la Cançó d'Eurovisió Júnior
Itàlia va ser un dels països que van debutar al Festival de la Cançó d'Eurovisió Júnior en 2014.
En 2011, la UER va negociar la participació d'aquest país al festival d'aquest mateix any després d'haver tornat, també en 2011, al Festival de la Cançó d'Eurovisió. Tanmateix, igual que Espanya, no va poder confirmar la seva participació per falta de temps.
No va ser fins tres anys després quan, finalment, Itàlia va debutar al Festival de la Cançó d'Eurovisió Júnior 2014, així que va ser el primer país del Big Five que retornava al concurs des de 2006, any en què Espanya va participar per última vegada fins a 2019. Itàlia es va alçar amb la victòria en el seu debut amb Vincenzo Cantiello i la seva cançó "Tu primo grande amore", a la qual van ser atorgats 159 punts, de manera que es va convertir en la segona guanyadora més votada de la història del festival infantil, a més del segon país del Big Five que guanyava el certamen infantil al costat d'Espanya.

## Participacions
Llegenda
| Any                         | Seu         | Artista            | Cançó                   | Lloc | Punts |
| --------------------------- | ----------- | ------------------ | ----------------------- | ---- | ----- |
| 2014                        | Marsa       | Vincenzo Cantiello | «Tu primo grande amore» | 1    | 159   |
| 2015                        | Sofia       | Chiara & Martina   | «Viva»                  | 16   | 34    |
| 2016                        | La Valletta | Fiamma Boccia      | «Cara mamma»            | 3    | 209   |
| 2017                        | Tbilisi     | Maria Iside Fiore  | «Scelgo (My Choice)»    | 11   | 86    |
| 2018                        | Minsk       | Melissa & Marco    | «What Is Love»          | 7    | 151   |
| 2019                        | Gliwice     | Marta Viola        | «La Voce Della Terra»   | 7    | 129   |
| No hi va participar el 2020 |             |                    |                         |      |       |
| 2021                        | París       | Elisabetta Lizza   | «Specchio»              | 10   | 107   |
| 2022                        | Erevan      | Chanel Dilecta     | «BLA BLA BLA»           | 11   | 95    |
| 2023                        | Niça        | Melissa & Ranya    | «Un Mondo Giusto»       | 11   | 81    |
| 2024                        | Madrid      | Simone Grande      | «Pigiama Party»         | 9    | 98    |
| 2025                        | Tbilisi     |                    |                         |      |       |